# Lepturges prolatus
Lepturges prolatus är en skalbaggsart som beskrevs av Monné 1977. Lepturges prolatus ingår i släktet Lepturges och familjen långhorningar. Inga underarter finns listade i Catalogue of Life.